# المرتزقة 4
المرتزقة 4 (بالإنجليزية: The Expendables 4)‏ هو فيلم أكشن أمريكي لعام 2023 من بطولة سيلفستر ستالون،جيسون ستاثام،دولف لندجرين،راندي كوتور و50 سنت.
تم إصدار الفيلم في الصين في 15 سبتمبر 2023، وفي الولايات المتحدة في 28 سبتمبر 2023، بواسطة ليونزغيت.

## روابط خارجية
- المرتزقة 4 على موقع IMDb (الإنجليزية)
- المرتزقة 4 على موقع ميتاكريتيك (الإنجليزية)
- المرتزقة 4 على موقع روتن توميتوز (الإنجليزية)
- المرتزقة 4 على موقع قاعدة بيانات الأفلام العربية
- المرتزقة 4 على موقع ألو سيني (الفرنسية)
- المرتزقة 4 على موقع فيلمافينيتي (الإسبانية)
- المرتزقة 4 على موقع قاعدة بيانات الأفلام السويدية (السويدية)
- المرتزقة 4 على موقع قاعدة بيانات الفيلم (الإنجليزية)
- المرتزقة 4 على موقع ليتربوكسد (الإنجليزية)
- المرتزقة 4 على موقع كينوبويسك (الروسية)